# Lenassi
Lenassi je priimek več znanih Slovencev:

## Znani nosilci priimka
- Aleš Lenassi, likovni umetnik, industrijski oblikovalec, kipar
- Aleš Lenassi (*1975), košarkar
- Eva Lenassi, zdravnica oftalmologinja (Manchester, Velika Britanija)
- Eva Lenassi Peterson /Eva Peterson Lenassi (*1959), kiparka, oblikovalka keramike/lončarka in pesnica
- Janez Lenassi (1927—2008), kipar
- Jule Lenassi (1924—1945), novinar, publicist in turistični delavec v Portorožu
- Marjana Lenassi (*1932), knjižničarka
- Matjaž Lenassi, strojnik, tehnološki gospodarstvenik
- Metka Lenassi (*1978), biokemičarka, molekularna biologinja, prof. MF
- Mitja Lenassi, strojnik, projektant visokoučinkovitih stavb
- Nives Lenassi, profesorica poslovnega italijanskega jezika na EF UL